# Thilo
Thilo oder Tilo ist ein männlicher Vorname und ein seltener deutscher Familienname.

## Herkunft und Bedeutung
Thilo ist die Kurzform von Namen, welche mit Diet, insbesondere Dietrich, gebildet sind.
Diese haben altfränkisch thiuda (althochdeutsch diot: „das Volk“) zum Ursprung.

## Namenstag
- 27. Januar: Heiliger Theoderich (Dietrich) von Orléans
- 29. April: Dietrich von Thoreida
- 1. Juli: Heiliger Theoderich (Dietrich) von Reims
- 9. Juli: Heiliger Theodor (Dietrich) van der Eem
- 7. September: Seliger Dietrich I. von Metz
- 27. September: Dietrich I. von Naumburg
- 12. Dezember: Seliger Dietrich (Theoderich) von Kremsmünster
- 16. Dezember: Heiliger Dietrich von Rommersdorf

## Vorname

### Thilo
- Thilo Bode (* 1947), deutscher Geschäftsführer der Organisationen Greenpeace und Foodwatch
- Thilo Corzilius (* 1986), deutscher Schriftsteller
- Thilo Gosejohann (* 1971), deutscher Regisseur
- Thilo Hoppe (* 1958), deutscher Politiker
- Thilo Irmisch (1816–1879), deutscher Botaniker
- Thilo Kehrer (* 1996), deutscher Profifußballer
- Thilo Koch (1920–2006), deutscher Fernsehjournalist
- Thilo Leugers (* 1991), deutscher Profifußballer (SV Meppen)
- Thilo Maatsch (1900–1983), deutscher Maler der Abstraktion und Vertreter des Konstruktivismus
- Thilo Mischke (* 1981), deutscher Journalist, Autor und Fernsehmoderator
- Thilo Muster (* 1965), deutscher Organist
- Thilo Petry-Lassak (* 1970), deutscher Kinderbuchautor
- Thilo Reffert (* 1970), deutscher Schriftsteller
- Thilo Sarrazin (* 1945), deutscher Finanzfachmann und Politiker
- Thilo Schmidt (* 1976), deutscher Journalist und Hörfunk-Autor
- Thilo Schoder (1888–1979), deutscher Architekt
- Thilo Henrik Schrödel (* 1973), deutsch-schwedischer Schauspieler, Moderator, Autor und Kommunikationswissenschaftler
- Thilo Spahl (* 1966), deutscher Buchautor und Journalist
- Thilo von Trotha (1443–1514), Bischof von Merseburg, Rektor der Universität Leipzig
- Thilo Versick (* 1985), deutscher Fußballspieler
- Thilo Vogelsang (1919–1978), deutscher Historiker
- Thilo Weichert (* 1955), deutscher Jurist und Datenschutzexperte
- Thilo von Westernhagen (1950–2014), deutscher Komponist und Pianist
- Thilo Wydra (* 1968), deutscher Autor und Journalist

### Tilo
- Tilo Backhaus (* 1986), deutscher Volleyball- und Beachvolleyballspieler
- Tilo Baumgärtel (* 1972), deutscher Maler
- Tilo von Berlepsch (1913–1991), deutscher Schauspieler
- Tilo Berlin (* 1958), deutscher Manager
- Tilo Braune (* 1954), deutscher Politiker
- Tilo Frey (1923–2008), Schweizer Politikerin
- Tilo Jung (* 1985), deutscher Journalist
- Tilo Keiner (* 1962), deutscher Schauspieler
- Tilo von Kulm († 1383), deutscher Autor
- Tilo Kummer (* 1968), deutscher Politiker
- Tilo Medek (1940–2006), deutscher Komponist und Musikverleger
- Tilo Nest (* 1960), deutscher Schauspieler und Theaterregisseur
- Tilo Prückner (1940–2020), deutscher Schauspieler und Drehbuchautor
- Tilo Schabert (* 1942), Professor für Politische Wissenschaften
- Tilo Schmitz (* 1959), deutscher Synchronsprecher
- Tilo Schulz (* 1972), deutscher Künstler, Kurator und Autor
- Tilo von Stobenhain († 1386), Bischof von Samland
- Tilo Wolff (* 1972), deutscher Musiker

## Familienname
- Andrea Thilo (* 1966), deutsche Filmproduzentin, Moderatorin und Journalistin
- Anne-Sophie Thilo (* 1987), Schweizer Seglerin
- Carl Gustav Thilo (1829–1885), MdR
- Christfried Albert Thilo (1813–1894), deutscher lutherischer Theologe
- Daniel Thilo (1868–1943), deutscher Postbeamter und Ministerialrat im Reichspostministerium
- Erich Thilo (1898–1977), deutscher Chemiker
- Franz Thilo (1863–1941), deutscher Verwaltungsbeamter
- Friedrich Gottlieb Thilo (1749–1825), deutscher Jurist und Schriftsteller
- Georg Thilo (1831–1893), deutscher Klassischer Philologe
- George Wilhelm Thilo (1802–1870), deutscher evangelischer Theologe und Lehrer
- Gottfried August Thilo (1766–1855), deutscher Porträtmaler
- Hans-Joachim Thilo (1914–2003), deutscher evangelischer Theologe und Psychotherapeut
- Heinrich August Ferdinand Thilo (1807–1882), deutscher Jurist und Politiker
- Heinz Thilo (1911–1945), deutscher KZ-Arzt
- Ingmar Thilo (1939–2021), deutscher Philosoph, Theaterleiter, Regisseur, Puppenspieler und Schauspieler
- Jesper Thilo (* 1941), dänischer Jazzsaxophonist und -flötist
- Johann Karl Thilo (1794–1853), deutscher evangelischer Theologe und Hochschullehrer
- Karl Wilhelm Thilo (1911–1997), Generalleutnant der deutschen Bundeswehr
- Karl Thilo-Schade (1866–1948), sächsischer Generalleutnant
- Ludwig Thilo (1775–1854), deutscher Philosoph
- Martin Thilo (1876–1950), deutscher evangelischer Pfarrer und Theologe
- Otto Wilhelm Thilo (1848–1917), deutscher Mediziner
- Valentin Thilo der Ältere (1579–1620), deutscher Kirchenlieddichter
- Valentin Thilo der Jüngere (1607–1662), deutscher Kirchenlieddichter